# Norops lemniscatus
Norops lemniscatus este o specie de șopârle din genul Norops, familia Polychrotidae, descrisă de Boulenger 1898. Conform Catalogue of Life specia Norops lemniscatus nu are subspecii cunoscute.